# Han satte sig ner på stranden
Han satte sig ner på stranden är en psalm av Anders Frostenson som diktades år 1970 och musik komponerades av Roland Forsberg år 1970. Första versen är hämtad från Matteusevangeliet 13:1, andra versen är hämtad från Johannesevangeliet 4:6 och tredje versen är hämtad från Markusevangeliet 2:1, 5:19 och Matteusevangeliet 15:29. Fjärde versen är hämtad från Hebreerbrevet 8:1.

## Publicerad i
- Herren Lever 1977 som nummer 818 under rubriken "Fader, Son och Ande - Jesus vår Herre och Broder".[2]
- Den svenska psalmboken 1986 som nummer 353 under rubriken "Jesus, vår Herre och broder".
- Psalmer och Sånger 1987 som nummer 370 under rubriken "Fader, Son och Ande - Jesus, vår Herre och broder".[1]